# Еустеноптерони
Еустеноптероните (Eusthenopteron) са род праисторически, изчезнали ръкоперки от семейство Tristichopteridae, изиграли значителна роля в появяването на четирикраките.

## Видове
- Eusthenopteron foordi
- Eusthenopteron savesoderberghi
- Eusthenopteron waengsjoei
- Eusthenopteron wenjukowi